# رأب الوعاء
رأب الوعاء هي تقنية لتوسعة وعاء دموي الضيق أو المسدود ميكانيكيا، ويكون غالبًا سبب الانسداد التصلب العصيدي. يمرر بالون فارغ ومُنْخَمِصٌ على سلك، يعرف بالقِثْطارِ البالوني ثم تُنفخ لحجم محدد باستخدام ضغط هواء يتراوح من 75 إلى 500 مرة ضعف ضغط الدم الطبيعي (6إلى 20 وحدة ضغط جوي). يسحق البالون الرواسب الدهنية ويفتح الوعاء الدموي لتدفق أفضل ثم يفرّغ البالون من الهواء ويسحب. أتت عمليات رأب الأوعية الدموية لتشمل كل أنواع تدخلات الأوعية التي يتم تنفيذها نموذجيا في العمليات البسيطة ذات أقل تدخل جراحي أو تلك عن طريق الجلد.

## تاريخ
يعتبر إخصائي الأشعة الأمريكي تشارلز ثيودور دوتر أول من وصف رأب الوعاء في 1964. قاد دكتور تشارلز الطب الحديث باختراع رأب الوعاء والدعامة الموصلة بالقِثطار الذي استخدما في علاج مرض الشرايين الطرفية. في 16 من يناير عام 1964 قام تشارلز بتوسعة تضييق موضعي محكم الإغلاق في شريان فخذي سطحي لامرأة عجوز تبلغ من العمر 82 عام وكانت ساقها تؤلمها ومصابة بإقفار وغنغرينة وترفض بترها. نجحت العملية وعادت الدورة لساق المرأة وظل الشريان مفتوح حتى وفاتها بذات الرئة بعد سنتان ونصف من العملية. يعرف تشارلز دوتر «بأبو الأشعة التدخلية» ومُنح جائزة نوبل عام 1978.
قام طبيب القلب الألماني أندرياس غرونتزيغ بإجراء أول عملية رأب وعاء للشريان التاجي في سبتمبر عام 1977.